# Willemspoort ('s-Hertogenbosch)
Willemspoort is een statistische wijk in de gemeente 's-Hertogenbosch, in de Nederlandse provincie Noord-Brabant. Het behoort tot stadsdeel West. De wijk telt 465 inwoners op 1 januari 2022.
Willemspoort is door de gemeente aangewezen als locatie om bebouwd te worden, onder andere voor hoogbouw. De Willemspoort moet in het zuidoosten de toegangspoort worden voor de stad 's-Hertogenbosch.
| Aangrenzende wijken | Aangrenzende wijken | Aangrenzende wijken        | Aangrenzende wijken | Aangrenzende wijken |
| ------------------- | ------------------- | -------------------------- | ------------------- | ------------------- |
| De Schutskamp       |                     | Deuteren en Paleiskwartier |                     |                     |
|                     |                     |                            |                     |                     |
| De Moerputten       | Vughterpoort        |                            |                     |                     |
|                     |                     |                            |                     |                     |
|                     |                     | Gemeente Vught             |                     |                     |

## Fotogalerij

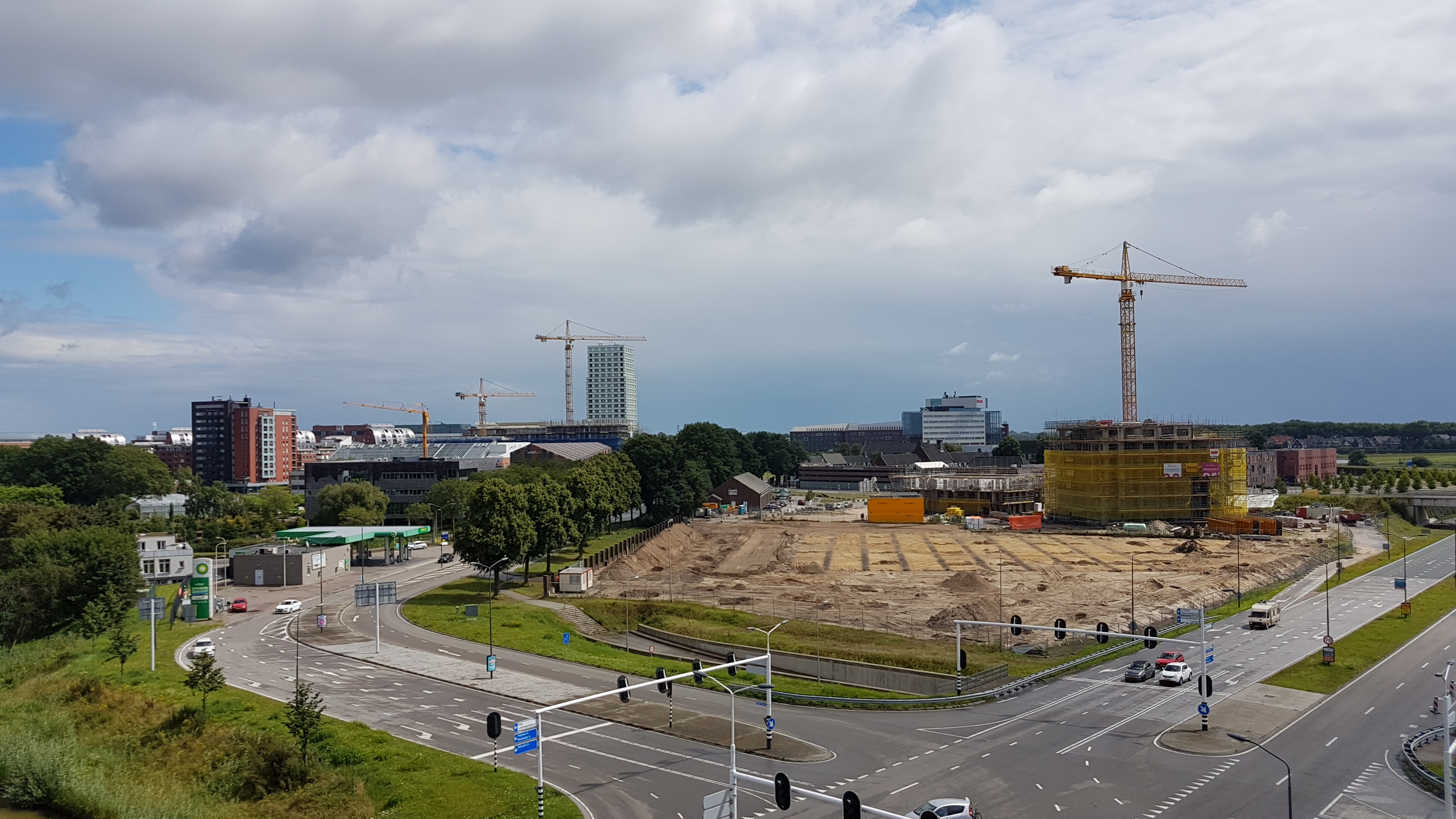
Willemspoort in aanbouw